# Casamento de Beatriz de Iorque e Edoardo Mapelli Mozzi
O casamento da princesa Beatriz de York e Edoardo Mapelli Mozzi foi um evento da família real britânica ocorrido em 29 de maio de 2020. A noiva é neta da Rainha Isabel II do Reino Unido. O noivo é filho do Conde Alessandro Mapelli Mozzi, ex-atleta olímpico britânico. O noivado deles foi anunciado pelo Palácio de Buckingham em 26 de setembro de 2019.

## O casal e o anúncio de noivado

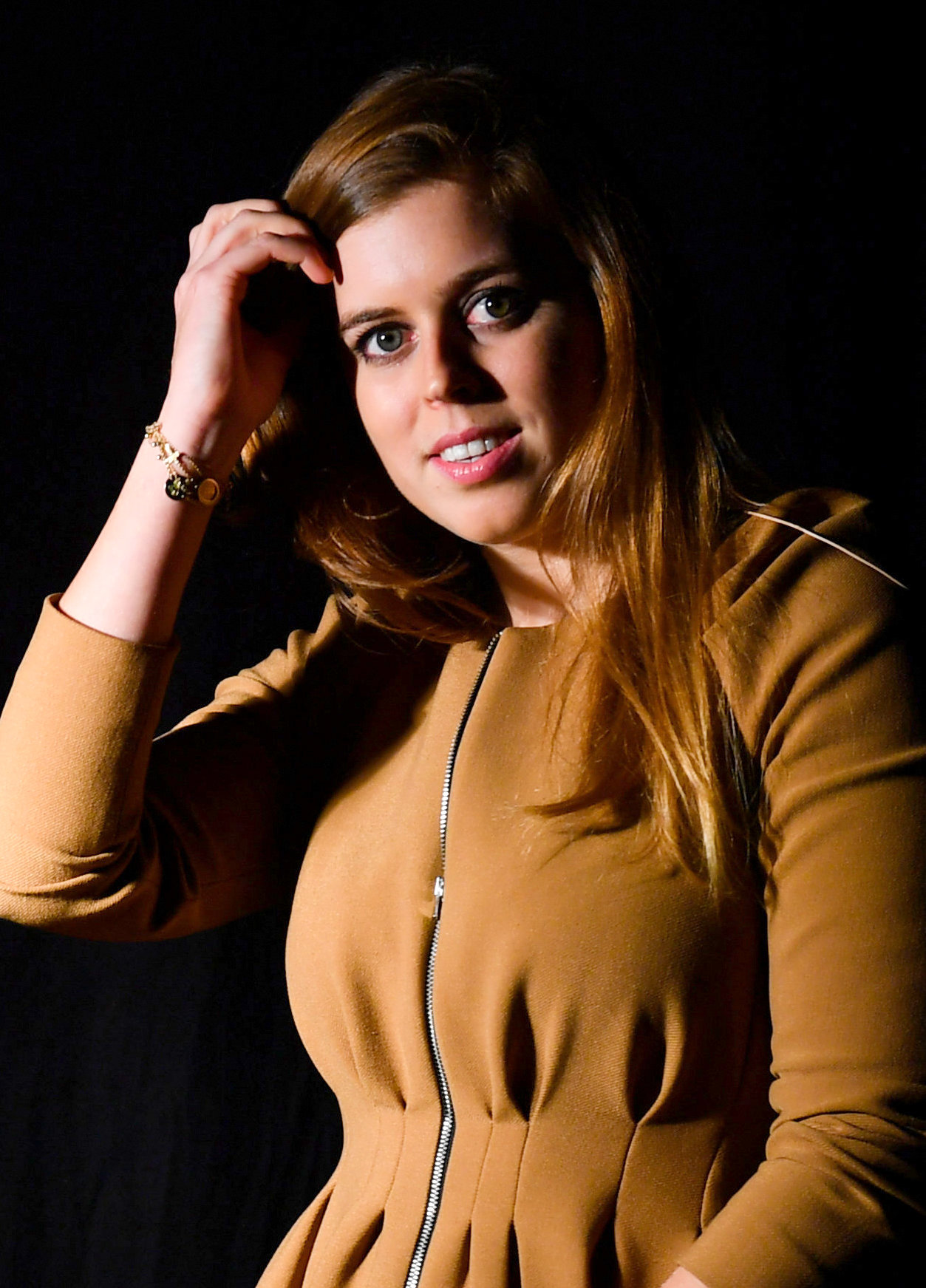
Princesa Beatriz de York

A noiva, Princesa Beatriz de York, é a filha mais velha do príncipe Andrew, Duque de York e sua ex-esposa, Sarah Margaret Ferguson. Beatriz é neta de Elizabeth II, atual monarca no Reino Unido e de quinze outros estados independentes membros da Comunidade de Nações, e ocupa a nona posição na linha de sucessão ao trono britânico.
O noivo é o empresário Edoardo Mapelli Mozzi. Seu pai é o Conde Alessandro Mapelli Mozzi, um ex-esquiador britânico que participou dos Jogos Olímpicos de Inverno de 1972 na modalidade esqui alpino, e foi amigo do Duque de York. Sua mãe é Nicola “Nikki” Williams-Ellis (nascida Burrows), cujo segundo marido foi o político Christopher Shale (1954–2011), e o terceiro marido é o escultor David Williams-Ellis. Edoardo tem um filho com a arquiteta e designer Dara Huang, com quem teve um relacionamento até 2018.
O casal apareceu junto em público pela primeira vez em março de 2019, onde Beatriz compareceu a um evento de angariação de fundos na Galeria Nacional de Retratos, em Londres, acompanhada pelo ex-aluno da Universidade de Edimburgo. Acredita-se que eles tenham começado a namorar em 2018. O noivado deles foi anunciado pelo Palácio de Buckingham na manhã de 26 de setembro de 2019. O anúncio oficial do palácio foi seguido por postagens nas redes sociais oficiais de membros da família real parabenizando o casal. As fotos de noivado de Beatriz foram tiradas por sua irmã, princesa Eugenie, durante férias em família na Itália. O anel de noivado da princesa é feito de platina e possui um grande diamante no centro, posicionado entre os dois cortes menores do cristal. A aliança, 3,5 quilates de diamantes, foi desenhada por Shaun Leane e custa £100 mil (cerca de R$ 500 mil). Leane teve uma consulta particular com Mapelli Mozzi para pensar o projeto do anel e incluir nele significados pessoais para o casal.
Os noivos e seus pais expressaram felicidade em comunicado.

“Estamos extremamente felizes por poder compartilhar as notícias de nosso recente noivado. Nós dois estamos tão empolgados por embarcar nessa aventura de vida juntos e mal podemos esperar para nos casar. Compartilhamos tantos interesses e valores semelhantes e sabemos que isso nos manterá em grande posição nos próximos anos, cheios de amor e felicidade.”Original (em inglês): “We are extremely happy to be able to share the news of our recent engagement. We are both so excited to be embarking on this life adventure together and can’t wait to be married. We share so many similar interests and values and we know this will stand us in great stead for the years ahead, full of love and happiness.”— Princesa Beatrice e Sr. Edoardo Mapelli Mozzi (em inglês)
“Estamos emocionados com o fato de Beatrice e Edoardo terem ficado noivos, depois de terem visto seu relacionamento se desenvolver com orgulho. Somos os pais sortudos de uma filha maravilhosa que encontrou seu amor e companheira em um amigo completamente dedicado e jovem leal. Enviamos a eles todos os votos de um futuro maravilhoso para a família.”Original (em inglês): “We are thrilled that Beatrice and Edoardo have got engaged, having watched their relationship develop with pride. We are the lucky parents of a wonderful daughter who has found her love and companion in a completely devoted friend and loyal young man. We send them every good wish for a wonderful family future.”— Duque e Duquesa de York (em inglês)
“Estamos realmente encantados com o noivado de Edoardo e Beatrice. Nossa família conhece Beatrice a maior parte de sua vida. Edo e Beatrice são feitos um para o outro, e sua felicidade e amor um pelo outro estão lá para todos verem. Eles compartilham um vínculo incrivelmente forte e unido, o casamento só fortalecerá o que já é um relacionamento maravilhoso.”Original (em inglês): “We are truly delighted about Edoardo and Beatrice’s engagement. Our family has known Beatrice for most of her life. Edo and Beatrice are made for each other, and their happiness and love for each other is there for all to see. They share an incredibly strong and united bond, their marriage will only strengthen what is already a wonderful relationship.”— Nikki Williams-Ellis and Alessandro Mapelli Mozzi (em inglês)

## Casamento

### Local

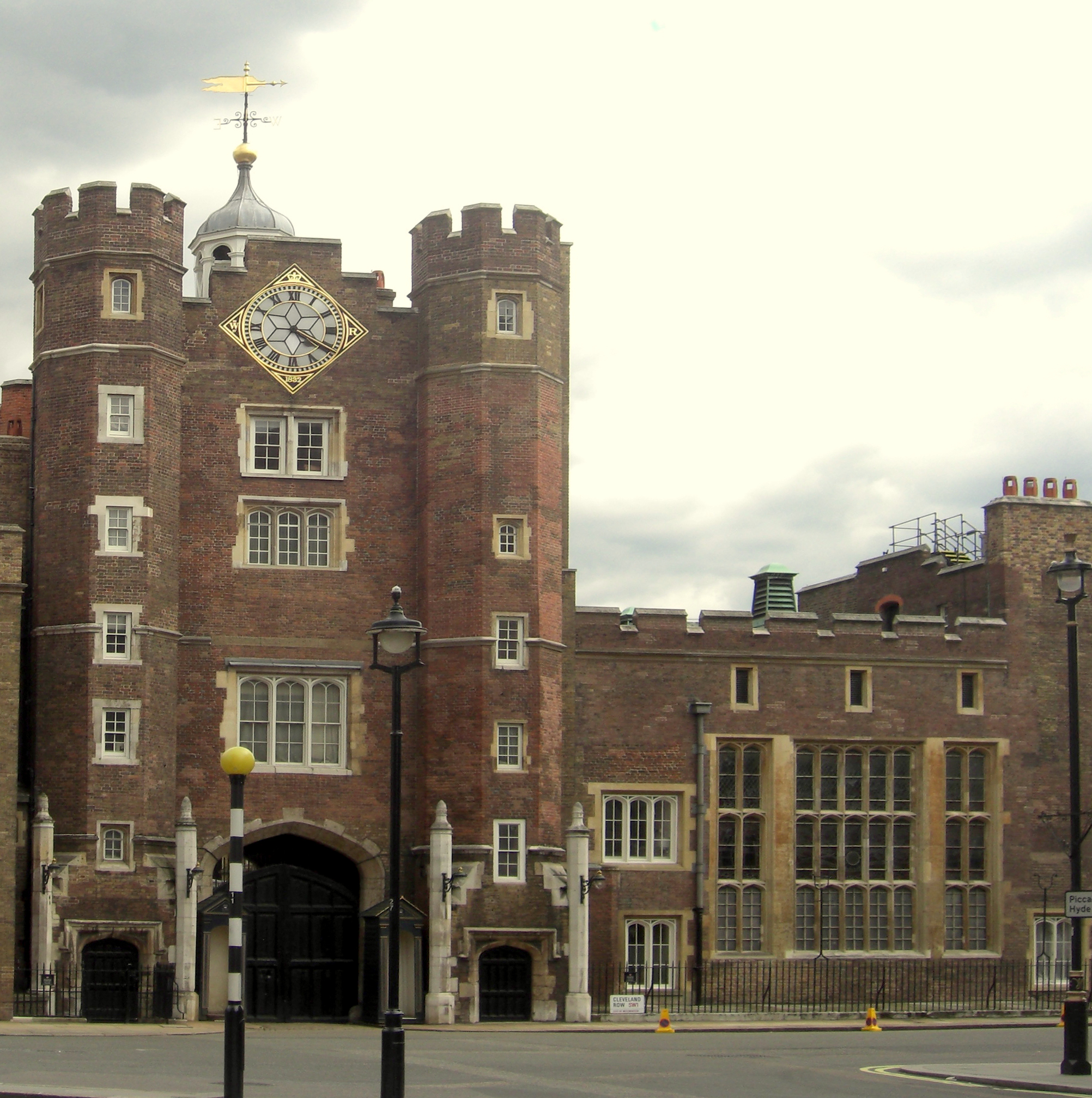
Uma janela da Capela Real, à direita da entrada principal.

Em 7 de fevereiro de 2020, foi anunciado que a Capela Real no Palácio de St. James será o local da cerimônia de casamento e que a cerimônia será seguida por uma recepção privada, dada pela rainha, nos jardins do Palácio de Buckingham. Também foi anunciado que nenhum dinheiro público seria gasto no evento.
Capela Real do Palácio de St. James foi o lar de muitos eventos importantes da história real britânica, incluindo casamentos reais, batizados e outras cerimônias religiosas. Anteriormente, foi o local dos batizados do príncipe George e do príncipe Louis de Cambridge, e também onde sua mãe, a duquesa de Cambridge, teve sua comunhão antes de se casar com o príncipe William. Foi também o local do casamento da Rainha Vitória com o príncipe Alberto de Saxe-Coburgo-Gota.
Após a Pandemia de COVID-19, o casal revisou seus planos de casamento, anunciando que a recepção privada no Palácio de Buckingham não aconteceria para evitar “riscos desnecessários”. De acordo com os conselhos do governo, eles também consideram a realização de uma cerimônia menor, em nome de idosos membros da família que podem estar em risco e em meio a preocupações com a família do noivo, que pode não ser capaz de deixar a Itália para a cerimônia.